# Скијашко трчање на Зимским олимпијским играма 1948 — 50 километара за мушкарце
Такмичење у скијашком трчању на 50 киломатра за мушкарце на Зимским олимпијским играма 1948. у Санкт Морицу одржано је у петак 6. фебруара, са почетком у 8,00 часова.
У овој дисциплини учествовало је 28 такмичара из 9 земаља.

## Земље учеснице
| - Аустрија (1) - Канада (1) - Чехословачка (4) | - Финска (4) - Италија (3) - Југославија (3) | - Норвешка (1) - Швајцарска (4) - Шведска (4) |

- У загради се налази број спортиста који су се такмичили за ту земљу

## Победници
|                       |                         |                          |
| Нилс Карлсон, Шведска | Харалд Ериксон, Шведска | Бенјамин Ванинен, Финска |

## Резултати
| Плас. | Скијаш                | Земља        | Рез.         | Бел.         |
| ----- | --------------------- | ------------ | ------------ | ------------ |
|       | Нилс Карлсон          | Шведска      | 3:47:48      |              |
|       | Харалд Ериксон        | Шведска      | 3:52:20      |              |
|       | Бенјамин Ванинен      | Финска       | 3:57:38      |              |
| 4     | Пека Ванинен          | Финска       | 3:57:58      |              |
| 5     | Андер Тернквист       | Шведска      | 3:58:20      |              |
| 6     | Еди Шилд              | Швајцарска   | 4:05:37      |              |
| 7     | Пека Куваја           | Финска       | 4:10:02      |              |
| 8     | Јарослав Кардал       | Чехословачка | 4:14:34      |              |
| 9     | Кристијан Бјерн       | Норвешка     | 4'15:21      |              |
| 10    | Мартин Јере           | Норвешка     | 4:17:11      |              |
| 11    | Франтишек Балдвин     | Чехословачка | 4:17:51      |              |
| 12    | Јосл Гштрајн          | Аустрија     | 4:21:13      |              |
| 13    | Christiano Rodeghiero | Италија      | 4:24:12      |              |
| 14    | Јоже Кнафиц           | Југославија  | 4:26:00      |              |
| 15    | Франц Смолеј          | Југославија  | 4:26:12      |              |
| 16    | Матевж Кордеж         | Југославија  | 4:27:25      |              |
| 17    | Макс Милер            | Швајцарска   | 4:30:51      |              |
| 18    | Силвио Конфортола     | Италија      | 4:31:36      |              |
| 19    | Луј Бурбан            | Швајцарска   | 4:33:50      |              |
| 20    | Јарослав Зајичек      | Чехословачка | 4'44:35      |              |
| –     | Vít Fousek            | Чехословачка | Није завршио | Није завршио |
| –     | Victor Borghi         | Швајцарска   | Није завршио | Није завршио |
| –     | Thorleif Vangen       | Норвешка     | Није завршио | Није завршио |
| –     | Стефано Сомарива      | Италија      | Није завршио | Није завршио |
| –     | Arthur Herrdin        | Шведска      | Није завршио | Није завршио |
| –     | Leif Haugen           | Норвешка     | Није завршио | Није завршио |
| –     | Том Дени              | Канада       | Није завршио | Није завршио |
| –     | Martti Sipilä         | Финска       | Није завршио | Није завршио |